# Музика игре L.A. Noire

Музику за неоноарску детективску видео-игру L.A. Noire, коју је развио Тим бондај и објавио Рокстар гејмс, компоновали су енглески музичари Ендру Хејл и Сајмон Хејл. Снимљена је у Аби роуд студиосу (енгл. Abbey Road Studios) у Лондону, а у њеном стварању је учествовао и Вуди Џексон који је сарађивао с Рокстаром и на неким пређашњим пројектима. Ендру Хејл је осећао како је при компоновању музике за ову игру било најважније да се одреди расположење и атмосфера која ће се приредити за играча, те је покушао да створи музику која ће одговарати и бити привлачна сваком играчу. Три допунске песме снимио је британски бенд џези кабаре стила Рил тјуздеј велд (енгл. The Real Tuesday Weld), а извођач је била Немица Клаудија Брикен која иначе пева у диселдорфском синт поп бенду Пропаганда.
Музика је надахнута и филмовима из 1940-их, с тим да је тим избегавао компоновање специфично и само за овај период; уместо тога фокус је стављен на сам настанак музике, а након продукције су вршена ова и друга прилагођавања. Такође, неопходно је било да се музика уклопи у саму поставку игре односно да буде у складу с баш свим елементима фабуле.
Саундтрек албум за L.A. Noire изашао је маја 2011. године. Други саундтрек, назван L.A. Noire Remixed EP, издат је заједно с првим; садржао је шест џез класика које су ремиксовали савремени ди-џејеви. Критички пријем саундтрекова био је позитиван, рецензенти су сматрали да је музика прикладно повезана с током игре те местом и временом радње у које је смештена. Музика игре је номинована за бројне награде.

## Продукција и компоновање
L.A. Noire има оригиналне нумере. Музика игре адекватно прати радњу, упозоравајући играче у одређеним моментима; јединствени тонови се као сигнали чују када се играч приближи објектима од значаја током спровођења истраге. Као и остале игре које издаје Рокстар, L.A. Noire такође садржи лиценциране музичке нумере које се могу чути на радију уграђеном у игру. Преко тридесет песама, од уметника као што су Били Холидеј, Луј Армстронг и Ела Фицџералд, може да се послуша током играња L.A. Noire.
Да створи оригиналну музику тим је ангажовао Енглезе Ендруа Хејла и Сајмона Хејла, те Вудија Џексона, који су претходно сарађивали с Рокстаром на пројекту Red Dead Redemption (2010). Нумере, које су снимљене у лондонском Аби роуд студиосу (енгл. Abbey Road Studios), надахнуте су оркестарском музиком из филмова 1940-их.
Поред оригиналних нумера и лиценцираних песама, у игри се такође могу чути и оригинални вокални перформанси који „стварају аутентичан призвук који одговара музичком идентитету периода”. Када је одабран Стивен Коутс и његов бенд Рил тјуздеј велд (енгл. The Real Tuesday Weld) да компонује оригиналне композиције, тражили су се вокали који би могли да „евоцирају период” — с правом се сматрало да ово може да уради Клаудија Брикен, те ова певачица из Берхинга (Баварска) бива и одабрана. Она је потом снимила три нумере без музике: (I Always Kill) The Things I Love, затим Guilty, те Torched Song.
Познати Рокстаров музички супервизор Ајван Павлович изјавио је да је фокус Рокстара на аутентичности и реализму надахнуо композиторе да управо ово пренесу у игру. Ендру Хејл је био става да је компоновање музике за игру флексибилан процес „да се погоди расположење”, а не ’механички’ процес у ком се музика специфично компонује да одговара одређеним деловима радње те им се тако хронолошки придружује; композитори су одлучили да се фокусирају на ово друго поменуто тек након продукције музике. Такође, покушавали су створити нешто што ће сви играчи осећати привлачним, без нарочитог или искључивог фокуса на свинг и џез. Ендру Хејл је напоменуо да је оркестарска музика посебно помогла у овоме.

## Албуми

### L.A. Noire Official Soundtrack
L.A. Noire Official Soundtrack садржи песме из игре које је компоновао и продуцирао двојац Ендру Хејл — Сајмон Хејл. Саундтрек албум има 28 нумера, које укупно трају нешто више од 55 минута, те садржи додатне песме које је компоновао Рил тјуздеј велд а отпевала Клаудија Брикен. Премијерно је објављен на систему iTunes Store, и то 17. маја 2011. године заједно са L.A. Noire Remixed. Нумере су снимљене у Аби роуд студиосу у Лондону. Додатну музику је компоновао Вуди Џексон.
У контексту игре, саундтрек је добро прихваћен. Керк Хамилтон из Котакуа рангирао га је као најбољу музику за игру у 2011. години, истичући ’вибру’ којом играча приближава жанру и периоду у ком се одвија радња игре. Џен Божер из Video Game Writers-а похвалила је рекреацију оригиналног времена радње музиком игре, те додала да се музика такође може слушати са уживањем и без играња. Еван Андра из SF Critic-а сложио се са овим запажањима, те посебно похвалио последње три нумере Брикенове на албуму назвавши их „прикладно угодним завршетком албума”. Дејвид Смит који ради за London Evening Standard окарактерисао је ове три нумере као „напете и прелепе”, те написао да је саундтрек свеукупно „музика за орасположивање најфинијег калибра”. Џејмс Саутхол из Movie Wave-а написао је да је саундтрек помогао у стварању уникатне атмосфере игре и нарочито истакао „акциону музику” на албуму. Сајмон Елклеп је за Video Game Music Online написао да саундтрек „успешно рекреира неколико аспеката џеза и филмских нумера 1940-их”, похваливши Хејлово познавање ове врсте музике.
Саундтрек је освојио награду за „оригиналну музику” (енгл. Original Music) на 8. додели награда за игре BAFTA, те био номинован за „најбољу оригиналну музику за видео-игру или интерактивни медиј” (енгл. Best Original Score for a Video Game or Interactive Media) на додели награде IFMCA године 2011. Такође је био номинован и у категорији „најбоља музика — савремена/алтернативна” сајта Video Game Music Online.
| №               | Назив                             | Уметник                            | Трајање |  |
| 1.              | Main Theme                        | Ендру Хејл                         | 3:06    |  |
| 2.              | New Beginning, Pt. 1              | Ендру Хејл & Сајмон Хејл           | 1:06    |  |
| 3.              | New Beginning, Pt. 2              | Ендру Хејл & Сајмон Хејл           | 1:25    |  |
| 4.              | New Beginning, Pt. 3              | Ендру Хејл & Сајмон Хејл           | 3:18    |  |
| 5.              | Minor 9th                         | Ендру Хејл                         | 2:50    |  |
| 6.              | Pride of the Job, Pt. 1           | Ендру Хејл & Сајмон Хејл           | 2:38    |  |
| 7.              | Pride of the Job, Pt. 2           | Ендру Хејл & Сајмон Хејл           | 2:32    |  |
| 8.              | Noire Clarinet                    | Ендру Хејл                         | 2:33    |  |
| 9.              | Temptation, Pt. 1                 | Ендру Хејл & Сајмон Хејл           | 1:14    |  |
| 10.             | Temptation, Pt. 2                 | Ендру Хејл & Сајмон Хејл           | 2:12    |  |
| 11.             | Temptation, Pt. 3                 | Ендру Хејл & Сајмон Хејл           | 0:52    |  |
| 12.             | J.J.                              | Ендру Хејл & Флај                  | 1:30    |  |
| 13.             | Redemption, Pt. 1                 | Ендру Хејл & Сајмон Хејл           | 1:07    |  |
| 14.             | Redemption, Pt. 2                 | Ендру Хејл & Сајмон Хејл           | 2:28    |  |
| 15.             | Redemption, Pt. 3                 | Ендру Хејл & Сајмон Хејл           | 1:21    |  |
| 16.             | Slow Brood                        | Ендру Хејл & Сајмон Хејл           | 2:02    |  |
| 17.             | Use and Abuse, Pt. 1              | Ендру Хејл & Сајмон Хејл           | 1:26    |  |
| 18.             | Use and Abuse, Pt. 2              | Ендру Хејл & Сајмон Хејл           | 0:49    |  |
| 19.             | Use and Abuse, Pt. 3              | Ендру Хејл & Сајмон Хејл           | 0:38    |  |
| 20.             | Use and Abuse, Pt. 4              | Ендру Хејл & Сајмон Хејл           | 1:21    |  |
| 21.             | Fall from Grace, Pt. 1            | Ендру Хејл & Сајмон Хејл           | 1:44    |  |
| 22.             | Fall from Grace, Pt. 2            | Ендру Хејл & Сајмон Хејл           | 1:13    |  |
| 23.             | Murder Brood, Pt. 1               | Ендру Хејл & Сајмон Хејл           | 2:34    |  |
| 24.             | Murder Brood, Pt. 2               | Ендру Хејл & Сајмон Хејл           | 2:18    |  |
| 25.             | Main Theme (Redux)                | Ендру Хејл                         | 1:25    |  |
| 26.             | (I Always Kill) The Things I Love | Клаудија Брикен & Рил тјуздеј велд | 2:55    |  |
| 27.             | Guilty                            | Клаудија Брикен & Рил тјуздеј велд | 2:14    |  |
| 28.             | Torched Song                      | Клаудија Брикен & Рил тјуздеј велд | 4:12    |  |
| Укупно трајање: | Укупно трајање:                   | Укупно трајање:                    | 55:21   |  |

### L.A. Noire Remixed EP
L.A. Noire Remixed садржи шест џез класика из времена у којем се одвија радња игре, а ремиксовали су их савремени ди-џејеви. Рекламиран као „специјална компонента” (енгл. special installment) серије ремикса Верв рекордса, албум садржи песме врхунских уметника као што су Ела Фицџералд, Лајонел Хемптон, Били Холидеј и Дајна Вошингтон, које су ремиксовали ди-џејеви попут Тикле, Ди-џеј Премијера и Мудимана. Премијерно је објављен на систему iTunes Store, дана 17. маја 2011. године заједно са главним саундтреком игре.
Албум је добио генерално позитивне критике. Божерова из Video Game Writers-а назвала га је „драгуљем колекције”, рекавши такође да побуђује „осећај игре” те уводи „лепу ретро вибру”. Смит из London Evening Standard-а похвалио је музику описавши песме „модернизованим са укусом”. Албум је номинован за „најбољи албум — ремикс” (енгл. Best Album&nbsp;– Remix), у категорији сајта Video Game Music Online.
| №               | Назив                                                       | Оригинални уметник               | Трајање |  |
| 1.              | Stone Cold Dead in the Market (ремикс Тикле)                | Ела Фицџералд & Луис Џордан      | 4:17    |  |
| 2.              | Hey! Ba-Ba-Re-Bop (ремикс Миднајт сана)                     | Лајонел Хемптон и његов оркестар | 5:57    |  |
| 3.              | A Slick Chick (ремикс Максимум балуна)                      | Дајна Вошингтон                  | 2:57    |  |
| 4.              | Ain't Nobody Here But Us Chickens (ремикс Ди-џеј Премијера) | Луис Џордан                      | 2:37    |  |
| 5.              | Sing Sing Sing (ремикс Трут ен соул рекордса)               | Џин Крупа                        | 4:19    |  |
| 6.              | That Ole Devil Called Love (ремикс Мудимана)                | Били Холидеј                     | 4:16    |  |
| Укупно трајање: | Укупно трајање:                                             | Укупно трајање:                  | 24:19   |  |